# Midnight Special (album Lead Belly)
Midnight Special è un album discografico del musicista blues statunitense Lead Belly in collaborazione con Woody Guthrie e Cisco Houston, registrato nel 1946 e pubblicato nel 1947 dalla Disc Records.

## Descrizione
Nell'ottobre 1946 Lead Belly, Woody Guthrie e Cisco Houston entrarono in studio per registrare del materiale per il produttore Moe Asch. Incisero otto tracce, sei delle quali furono rese pubbliche. Inizialmente pubblicate come singoli, le canzoni furono alla fine incluse nell'album Midnight Special (numero di catalogo Disc 726), pubblicato in formato da tre dischi in vinile a 78 giri. Questo fu l'ultimo album pubblicato da Lead Belly in vita.

## Tracce
1. Midnight Special – numero di matrice D-674
2. Ham & Eggs – numero di matrice D-670
3. Grey Goose – numero di matrice D-673
4. Yellow Gal – numero di matrice D-671
5. Alabama Bound – numero di matrice D-669
6. Stewball – numero di matrice D-672